# 海津局
海津局（かいづのつぼね、永禄6年（1563年） - 明暦元年12月20日（1656年1月16日））は、戦国時代から江戸時代初期にかけての女性。

## 生涯
父は浅井氏の一族である田屋明政、母は浅井亮政の嫡女・浅井鶴千代（栖松院）の子として誕生。妹は饗庭局。
父・明政の養子となった浅井政高に嫁ぎ、後に江戸幕府旗本三好家の祖となる三好直政（旗本になるのは孫の政盛から）を生んだ。
夫・政高が豊臣秀吉に臣従するとともに大坂へ赴き、海津局は秀吉の側室・淀殿の侍女として仕えた。その後、大坂の陣の落城に際して政高は戦死したが、直政・海津局は、豊臣秀頼の妻で徳川秀忠の娘である千姫に従って城外に逃れ、その縁で、息子は徳川家光に仕え、海津局は江戸に移って淀殿の妹・崇源院や千姫に仕えた。
明暦元年12月20日（1656年1月16日）、93歳で死去（『浅井氏年譜』）。光源院正誉妙悟大姉と諡された。
『徳川実紀』に「三好左馬助直政といふ、その生母は御台所の従弟たればとて、これも召出さる。」とあるが、系図の上では海津局のいとこは浅井長政（崇源院の父）である。
尾島町誌編集委員会編『徳川満徳寺史』では、同じく千姫に仕えた刑部卿局と同一人物という説を採り上げている。